# Syzygium parameswaranii
Syzygium parameswaranii är en myrtenväxtart som beskrevs av M.Mohanan och Ambrose Nathaniel Henry. Syzygium parameswaranii ingår i släktet Syzygium och familjen myrtenväxter. IUCN kategoriserar arten globalt som starkt hotad. Inga underarter finns listade i Catalogue of Life.